# Le tombeau de Couperin

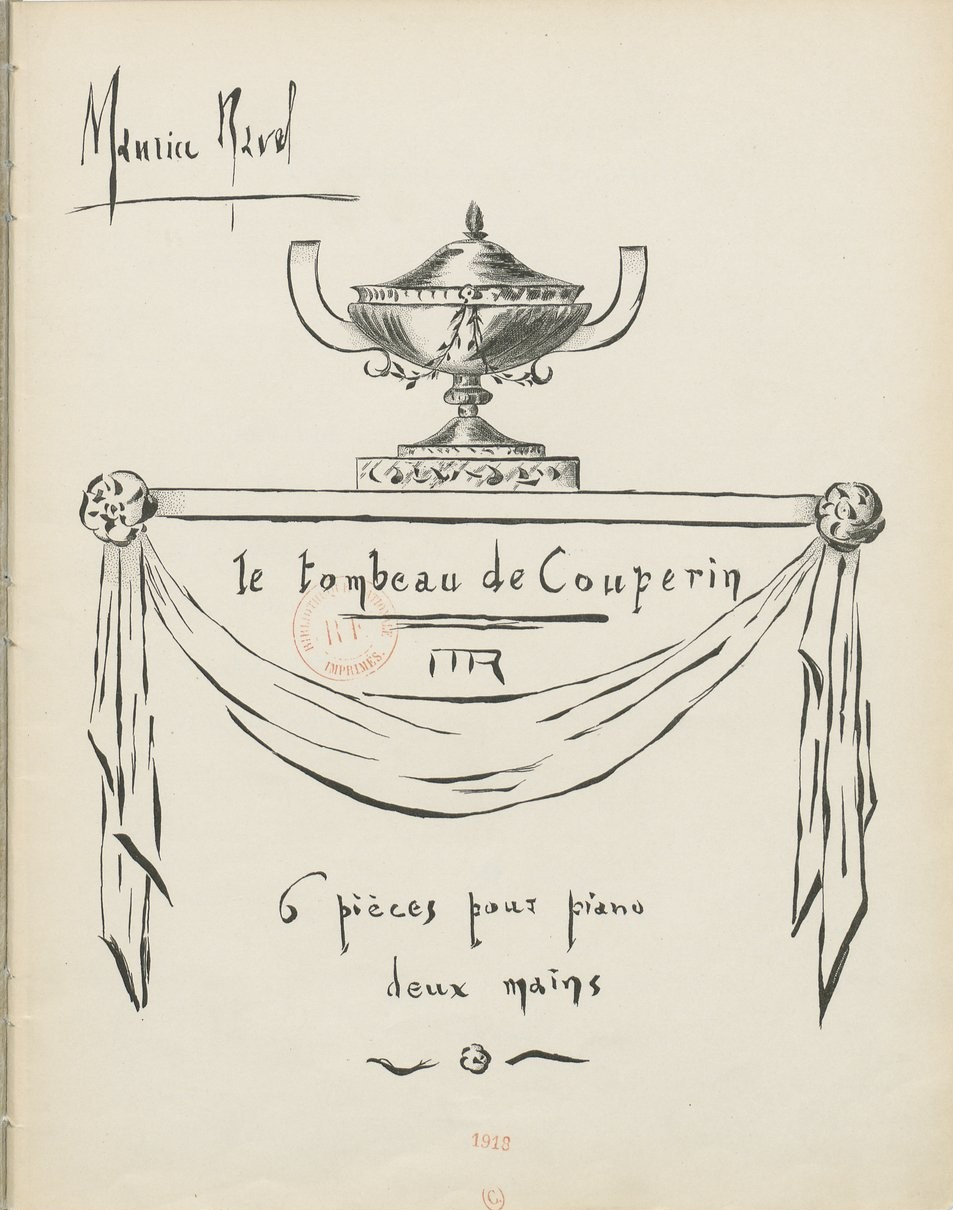
Omslaget till första utgåvan, utformat av Ravel.

Le tombeau de Couperin är en pianosvit av Maurice Ravel, komponerad mellan 1917 och 1919.

## Historia
Som så många andra av Ravels orkesterverk var även Le tombeau de Couperin ursprungligen skrivet för piano. Under 1600- och 1700-talen skrev man ofta musik till minnet av en avliden person och kallade det tombeau (egentligen "gravsten"). Couperin antas syfta på François Couperin.
Under första världskriget fick Ravel idén att i ett pianostycke manifestera minnet av vänner, som föll under kriget. Resultatet blev en svit på sex stycken, formade efter 1700-talets minnessviter, men helt i Ravels eget uttryckssätt. Verket kallades Le tombeau de Couperin, och varje sats tillägnades en avliden vän. Pianosviten består av:
1. Prélude
2. Fugue
3. Forlane
4. Rigaudon
5. Menuet
6. Toccata

År 1919 instrumenterade Ravel alla satserna för orkester med undantag av nr 2 och 6, som han tyckte var alltför pianomässiga för att instrumentera. Pianoversionen hade premiär den 11 april 1919 i Paris och orkesterversionen i februari 1920.
Ravel tyckte speciellt mycket om denna musik, kanske på grund av associationerna till vännerna. Då han var död, fann man noterna till menuetten stående på pianot. Andra noter fanns inte i rummet.